# Шта је трећи сталеж?
Шта је трећи сталеж? (фр. Qu'est-ce que le tiers-état?) је био утицајан политички памфлет француског опата Жозефа Сијеса са описом положаја тзв. трећег сталежа у периоду познатом као "стари режим".

## Историја
Француски министар финансија, Жак Некер, упутио је 1788. године позив француским мислиоцима да изнесу своја мишљења о променама у француској држави које треба да се изгласају на Скупштини сталежа коју је краљ Луј заказао за мај 1789. године. Јануара 1789. године француски мислилац и опат, Жозеф Сијес, саставио је памфлет од 127 страница у коме објашњава положај и излаже захтеве трећег сталежа и који је штампан у 300.000 примерака, достигавши до милион читалаца чиме је постао један од главних представника сталежа. Он даје дефиницију овог сталежа: "Шта је трећи сталеж? Све. Шта је до сада био? Ништа. Шта жели? Да постане нешто". Сијес пише да остала два сталежа живе на рачун трећег, иако чине мање од 3% укупног становништва Француске. Такође наглашава да је трећи сталеж обезбеђивао неопходне људе за попуњавање војске, за особље у црквама, за спровођење закона, као и за сва остала места потребна за функционисање друштва, па им самим тим није био потребан мртви терет друга два реда, првог и другог сталежа, за које је Сијес предложио да се укину, јер су једноставно непотребни. Због система гласања на скупштинама сталежа установљеном у 16. веку, трећи сталеж није имао улогу у доношењу одлука овог тела. Гласало се по сталежима те су прва два сталежа, која су заступала иста гледишта, увек надгласавала трећи. Сијес је захтевао да посланика трећег сталежа (коме је припадало готово 98% француског становништва) има двоструко више чланова у скупштини и да се одлуке доносе по броју гласова, а не по сталежима. Проблеми које је Сијес изложио у свом памфлету су један од фактора који је и довео до избијања Револуције. 